# Метавелифер
Метавелифер, или рыба-веер (лат. Metavelifer multiradiatus) — вид лучепёрых рыб монотипического рода метавелиферы (Metavelifer) семейства велиферовых (Veliferidae).
Распространены в Индийском океане в прибрежных водах Мадагаскара, в западной и центральной части Тихого океана встречаются у берегов Австралии, Новой Зеландии, Японии и Гавайских островов. Обитают на континентальном шельфе на глубине от 40 до 240 м.
Тело высокое, сжатое с боков, максимальная длина составляет 28 см. Спинной и анальный плавники длинные и высокие. В спинном плавнике 21—22 жёстких лучей и 20—23 мягких лучей. В анальном плавнике 17—18 жёстких и 16—18 мягких лучей. Характерной особенностью вида, как и других представителей семейства велиферовых, является способность втягивать передние лучи спинного и анального плавников в специальные углубления. В брюшном плавнике 9 лучей.